# Invasion of Your Privacy
Invasion of Your Privacy ist das im Jahr 1985 erschienene zweite Studioalbum der US-amerikanischen Glam-Metal-Band Ratt.

## Hintergrund
Nach der Veröffentlichung ihres Debütalbums, das 1984 erschienen und bis auf Platz 7 der Billboard 200 gerückt war, begab sich die Gruppe im Frühjahr 1985 erneut ins Studio, um das Nachfolgealbum zu ihrem Mehrfach-Platin-Erfolg Out of the Celler aufzunehmen.
Das Album wurde am 13. Juni 1985 veröffentlicht; als Singles wurden die Titel Lay It Down, You're in Love und What You Give Is What You Get ausgekoppelt. Das Cover zeigte eine leicht bekleidete junge Frau (dargestellt von Playboy-Playmate Marianne Gravatte), die in einem Schlafzimmer auf einem Hocker sitzt und scheinbar grade ihre Socken anzieht. Gravatte trat auch im Musikvideo zur Single Lay it Down auf.

## Titelliste
1. You're in Love (Pearcy/Croucier) – 3:12
2. Never Use Love (Pearcy) – 3:54
3. Lay It Down (Pearcy/Crosby/Croucier/Demartini) – 3:23
4. Give It All (Pearcy/Crosby) – 3:19
5. Closer to My Heart (Pearcy/Crosby) – 4:30
6. Between the Eyes (Pearcy/Demartini) – 3:54
7. What You Give Is What You Get (Croucier) – 3:47
8. Got Me on the Line (Pearcy/Crosby) – 3:04
9. You Should Know by Now (Pearcy/Crosby/Croucier) – 3:29
10. Dangerous but Worth the Risk (Pearcy/Demartini/Croucier) – 3:30

## Rezeption
Invasion of Your Privacy erreichte Platz 7 der Billboard 200 und wurde zweifach mit Platin ausgezeichnet. Nur die Single You’re in Love konnte sich in den Billboard Hot 100 platzieren und erreichte dort im Oktober 1985 Platz 89.
Metal Hammer schrieb 1985, mit ihrem dritten Album dürfte es den kalifornischen Rockern gelingen, „in die Oberliga des Heavy Metal vorzustoßen.“ Mit Invasion Of Your Privacy habe die Gruppe „konsequent ihre Linie weiterverfolgt, die sie auf Out of the Cellar begonnen“ habe: „amerikanisch orientierter Heavy Metal mit eindeutigem Trend zum Kommerz.“ Alle Lieder auf der Scheibe wirkten „wie aus einem Guß; vielfältige kraftvolle Musik, in der die Gitarrenpower“ dominiere. Unter Beau Hill sei „somit eine amerikanische Heavy Rock-Scheibe entstanden, die momentan alles vergleichbare aus dieser Richtung in den Schatten“ stelle. Mit dem Opener You're In Love sei Ratt auf der Invasion sogar noch „ein echter HM-Knaller“ gelungen, der „zu einem der Anwärter auf die HM-Hymne 1985“ gehöre.
Eduardo Rivadavia, Rezensent bei allmusic.com, schrieb über Invasion of Your Privacy, das Album habe „alle Zutaten enthalten“, die der Band geholfen hätten, bei MTV und im Radio Erfolg zu haben: Eine „Sammlung kommerziell ausgerichteter Pop-Metal-Lieder und ein halb nacktes Model auf dem Cover“. Dies habe deutlich gemacht, dass „die Band ein Arbeitsmuster gefunden“ habe, auf dem sie aufbauen konnte. Produzent Beau Hill habe, „wenn überhaupt, lediglich geholfen, den Songs der Gruppe etwas Feinschliff“ zu geben.